# Чарня (гміна Кадзідло)
Чарня (пол. Czarnia) — село в Польщі, у гміні Кадзідло Остроленцького повіту Мазовецького воєводства.
Населення — 271 особа (2011).
У 1975-1998 роках село належало до Остроленцького воєводства.

## Демографія
Демографічна структура станом на 31 березня 2011 року:
|          | Загалом | Допрацездатний вік | Працездатний вік | Постпрацездатний вік |
| -------- | ------- | ------------------ | ---------------- | -------------------- |
| Чоловіки | 136     | 35                 | 83               | 18                   |
| Жінки    | 135     | 36                 | 65               | 34                   |
| Разом    | 271     | 71                 | 148              | 52                   |